# Kanał Ogińskiego

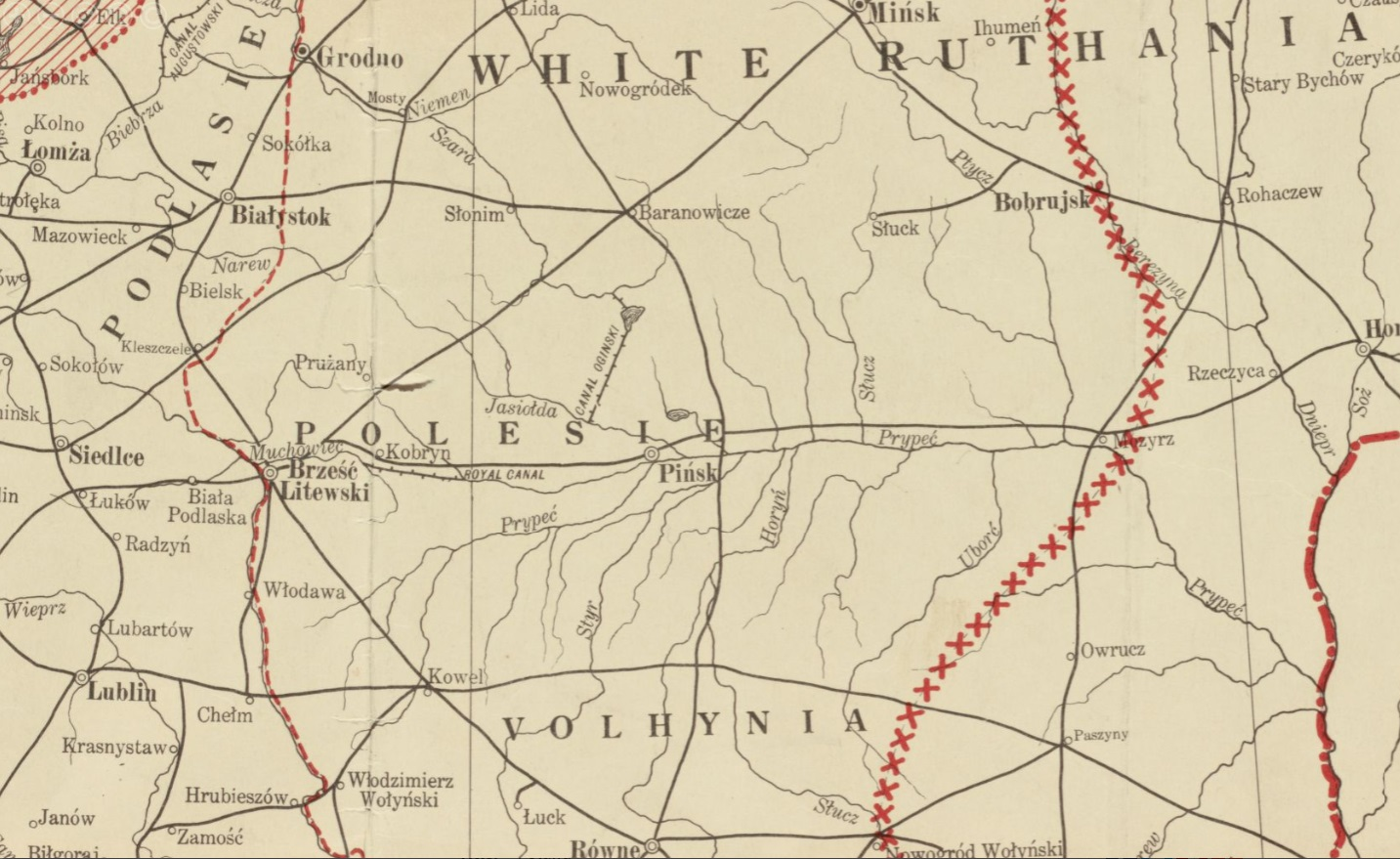
Kanał Ogińskiego na mapie Polski z 1920 roku

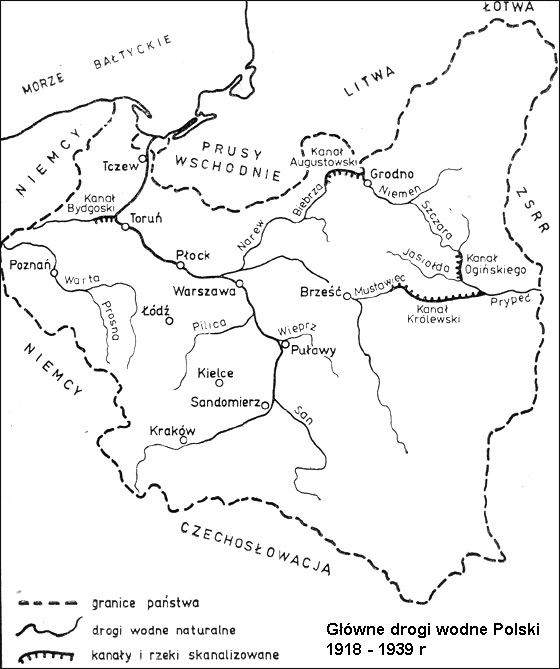
Główne drogi wodne II Rzeczypospolitej

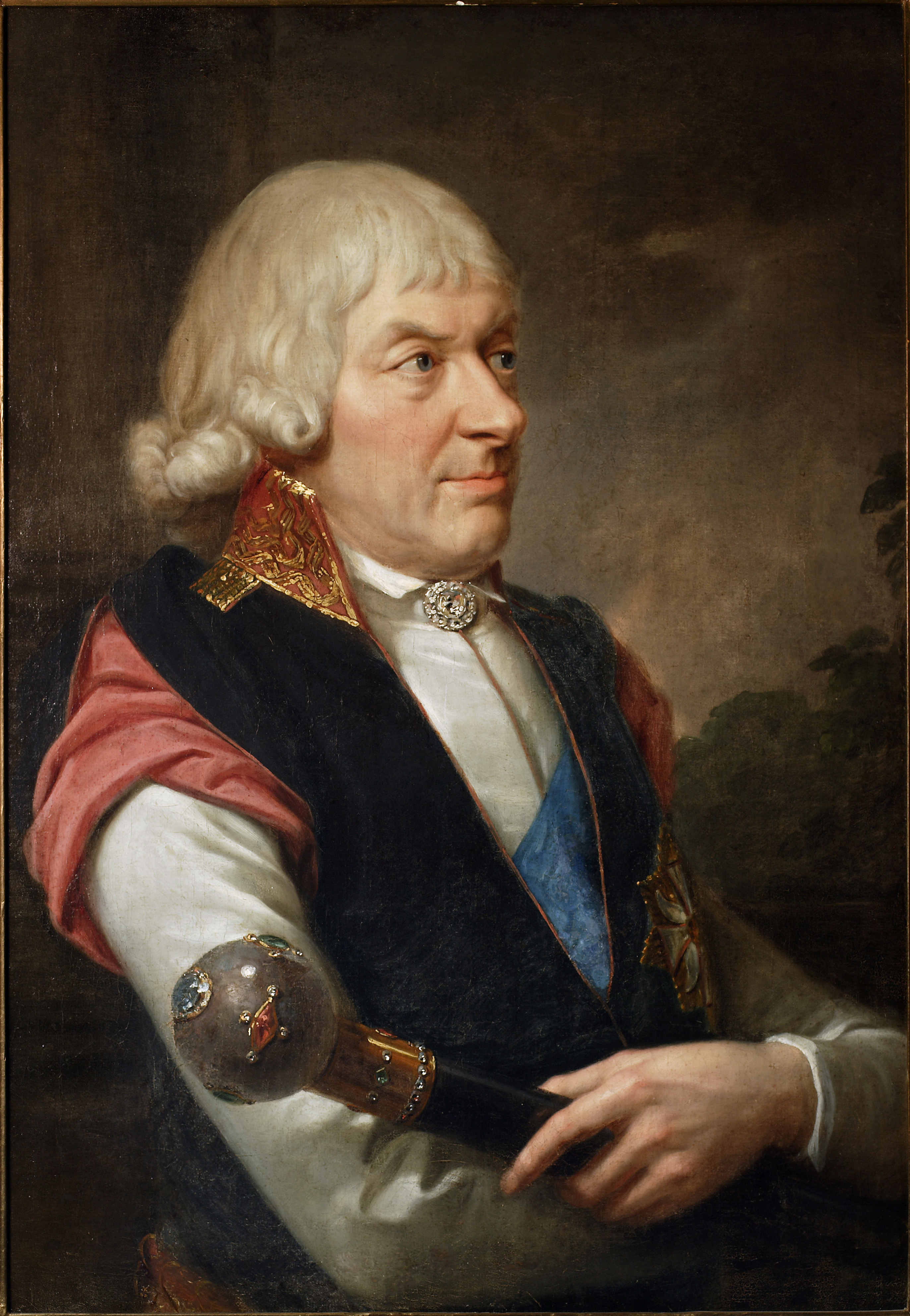
Michał Kazimierz Ogiński, budowniczy kanału

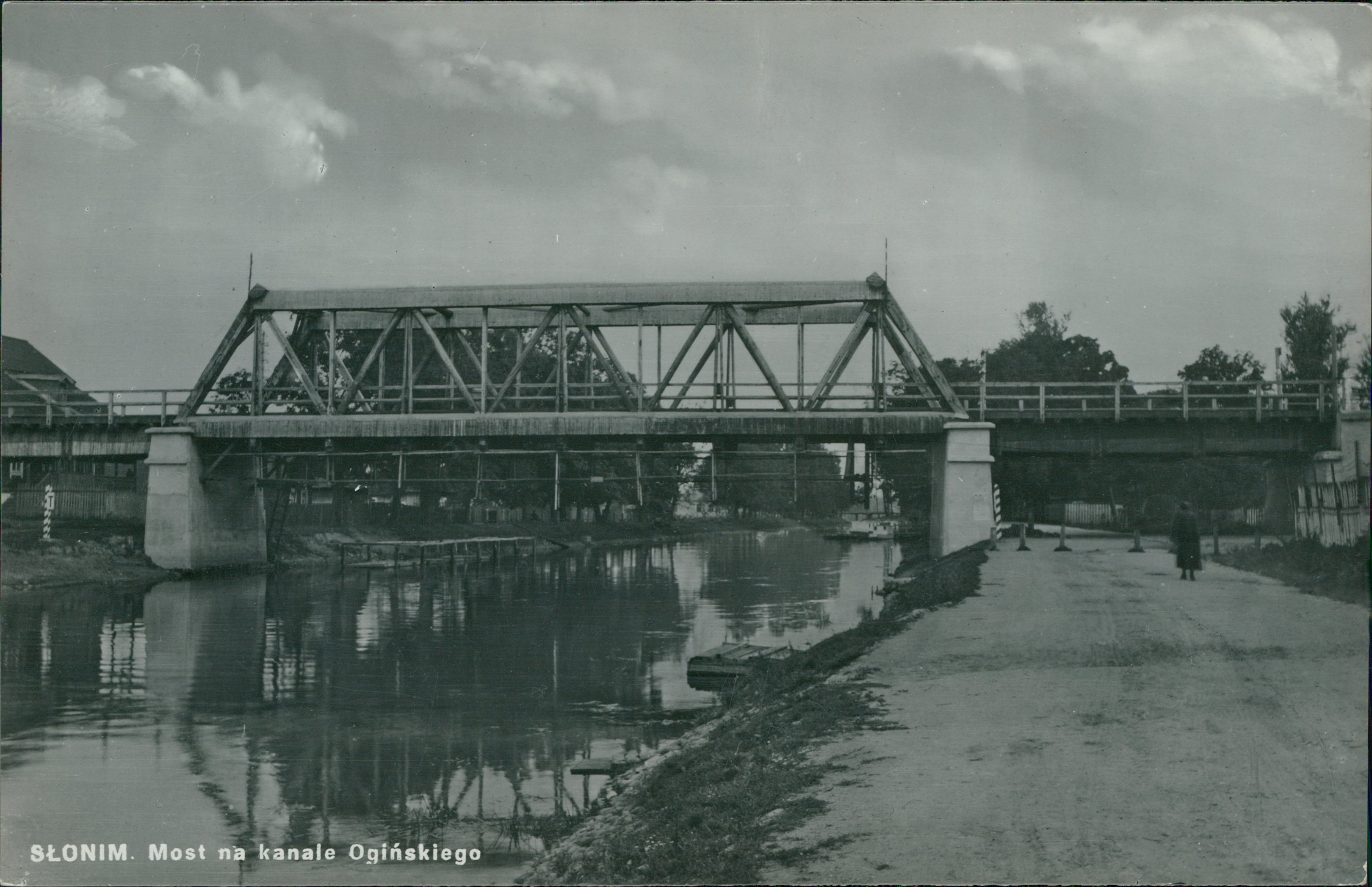
Kanał w Słonimie (1935)

Kanał Ogińskiego (biał. Агінскі канал, Ahinski kanał; ros. Огинский канал, Oginskij kanał) – kanał wodny na Białorusi, w obwodzie brzeskim, o długości 54 km. Łączy Jasiołdę, wpadającą do Prypeci (dopływ Dniepru, zlewisko Morza Czarnego) ze Szczarą (dopływ Niemna, zlewisko Morza Bałtyckiego).
Został zbudowany w latach 1765–1783 z inicjatywy Michała Kazimierza Ogińskiego, hetmana wielkiego litewskiego. Budowa związana była z modernizacją państwa mającą na celu skomunikowanie różnych części Rzeczypospolitej za czasów saskich i stanisławowskich.

## Historia
Inicjatorem budowy kanału był hetman wielki litewski Michał Kazimierz książę Ogiński, a jego celem było połączenie drogami wodnymi zlewisk Bałtyku i Morza Czarnego, które znajdowały się w obrębie Rzeczypospolitej. Inwestycja ponadto miała ożywić gospodarczo i kulturalnie Polesie.
Kanał połączył dorzecza Niemna i Dniepru, a przez to Morze Bałtyckie z Czarnym. Podczas budowy wykorzystano koryta rzek Jasiołdy, Prypeci i Szczary. Miał 46 km długości, 12–18 metrów szerokości (z pasami bocznymi 80 metrów), a głębokość do 1,5 metra. Siedzibą zarządu kanału było miasteczko Telechany należące do Ogińskiego. Wybudowano w nim port rzeczny i stocznię. Spowodowało to rozwój miasteczka, w którym działała jeszcze manufaktura fajansów oraz sukna. Najważniejszym portem śródlądowym na tej nowoczesnej drodze wodnej był Pińsk. W 1768 roku sejm nadał Ogińskiemu królewszczyzny i prawo pobierania opłat przejazdowych, zobowiązując go w zamian do utrzymywania kanału. W konstytucji sejmowej kanał nosi nazwę Kanał wielki Piński, czyli Port Ogiński. Dokument zobowiązywał komisję skarbową do budowy dróg dojazdowych i czyszczenia rzek. W 1784 roku kanał był gotowy, gdyż przepłynął nim z Chersonia do Królewca statek o pojemności 35 łasztów.
Po rozbiorach kanał został przejęty przez władze rosyjskie i w latach 1797–1804 unowocześniony i przebudowany. Funkcjonował nieprzerwanie do I wojny światowej, kiedy uległ poważnym zniszczeniom.

### I wojna światowa
W roku 1915 Rosjanie, wycofując się przed wojskami państw centralnych, spalili budynki mieszkalne i gospodarcze przy śluzach komorowych, jazach i mostach zwodzonych oraz przy Zarządzie Dróg Wodnych w Telechanach. Śluzy komorowe wysadzono i częściowo spalono. Jazy, upusty (spusty i wpusty), kanały obwodowe oraz mosty zwodzone i mosty małe zwykłe zostały uszkodzone i częściowo spalone. Rosjanie zniszczyli lub wywieźli do Rosji całą dokumentację techniczną i historyczną. Zniszczenia dopełniły wojska niemieckie, które kanał wykorzystały jako linię obrony. Na terenie śluz, wałów i drogi holowniczej zbudowano schrony. Niemcy zniszczyli pozostałe mosty i zbudowali prowizoryczne mosty wojenne. Zniszczyli również linię telefoniczną, która była doprowadzona do śluz na całej długości kanału. Ponieważ kanał był linią obrony, na palach wbitych w dno umieszczono drut kolczasty. Rosnące wzdłuż kanału drzewa zostały wycięte lub zniszczone przez pociski. Po wycofaniu się Niemców w 1918 roku, to co pozostało (głównie części metalowe), zostało rozkradzione przez miejscową ludność.

### Odbudowa w latach 1923–1927
Kanał odbudowano w latach 1923–1927. W ramach prac wybudowano 10 nowych jazów na rzece Szczarze, 10 śluz na kanale, nowe stróżówki, kanał oczyszczono z zasieków i strzelnic. Odnowiono i uporządkowano przystań w Pińsku, wybudowano zimowisko w Grodnie i Pułtusku oraz oczyszczono rzeki Prypeć, Jasiołdę, Szczarę, Pinę, Styr, Horyń, Niemen, Wilię z pozostawionych pali mostów wojennych, zamuleń i zarośnięć. Odbudowa kosztowała ponad 3 miliony złotych. Kanał przed II wojną światową był wykorzystywany w celach transportowych, pasażerskich i turystycznych. Po zakończeniu odbudowy w 1928 roku zostały odbudowane mosty zwodzone i zbudowano budynki gospodarcze przy śluzach. Administracja kanałem Ogińskiego należała do Państwowego Zarządu Dróg Wodnych w Telechanach, który podlegał Dyrekcji Dróg Wodnych w Wilnie. Aby śluzowi mogli porozumieć się z zarządem, w stróżówkach przy śluzach zainstalowano telefony. Linię telefoniczną poprowadzono po wschodniej stronie kanału, a Jezioro Wygonowskie okrążała od zachodu.

### II wojna światowa i po niej
Kanał był czynny do roku 1941. Transportowano nim drewno, okresowo z Telechan do Pińska kursowały po nim małe statki i jednostki wycieczkowe. 13 września 1942 roku zwycięską „bitwę ogińską” stoczył partyzancki oddział im. Szczorsa z dwoma pułkami dywizji SS, które wzięły udział w ekspedycji karnej „Bagienne Dreszcze-Południo-Zachód” w międzyrzeczu Szczary i Hrywdy. SS-mani dzień wcześniej spalili wraz z mieszkańcami 4 wioski: Kraśnica, Wiado, Tupiczyce i Bobrowicze, z których 3 nie zostały po wojnie odbudowane. Po wojnie kanał znalazł się w granicach Białoruskiej SRR (1945–1991), a od 1991 roku na terenie Republiki Białorusi. W 2006 roku władze Białorusi ogłosiły plan odbudowy kanału kosztem ok. 20 mln USD.

## Opis
Kanał Ogińskiego składał się z trzech części:
- od Jasiołdy do Jeziora Wygonowskiego o długości 48 km
- Jezioro Wygonowskie, które było główną częścią kanału – 29 km
- kanał odpływowy o długości 8 km z Jeziora Wygonowskiego do Szczary[3]

Na trasie kanału zbudowano dziesięć drewnianych śluz komorowych: dziewięć likwidujących różnicę poziomów 15,5 m na odcinku Jasiołda – Jezioro Wygonowskie i jedną niwelującą różnicę poziomu o 1 m na odcinku łączącym Jezioro Wygonowskie ze Szczarą. Kanał miał głębokość 1–1,5 m i szerokość 12–18 m. Śluzy nie miały nazw, zostały im nadane numery. Numeracja zaczynała się od rzeki Jasiołdy.
| Nr śluzy | Odległość od Jasiołdy | Odlegość od Telechan | Spad wody w metrach |
| -------- | --------------------- | -------------------- | ------------------- |
| 1        | 0,58 km               | 28,72 km             | 1,60                |
| 2        | 3,30 km               | 26,00 km             | 1,42                |
| 3        | 6,70 km               | 22,60                | 1,93                |
| 4        | 10,64 km              | 18,66 km             | 1,90                |
| 5        | 19,15 km              | 10,15 km             | 2,33                |
| 6        | 24,66 km              | 4,64 km              | 2,20                |
| 7        | 27,78 km              | 1,52 km              | 2,07                |
| 8        | 29,30 km              | w Telechanach        | 1,68                |
| 9        | 32,70 km              | 3,60                 | 1,67                |
| 10       | 52,04 km              | 2,74 km              | 1,18                |

Długość kanału od Jasiołdy do Szczary, wliczając w to Jezioro Wólkowskie i Jezioro Wygonowskie, wynosi 53,95 km. Ponieważ w niektórych miejscach woda w kanale znajdowała się powyżej terenu (szczególnie pomiędzy Telechanami a Jasiołdą), po obu stronach zbudowano groble ziemne. Aby woda z kanału, która przesiąkała przez groble nie zabagniła miejscowości, wybudowano biegnące równolegle kanały pomocnicze zwane przykanałkami. Ten po prawej stronie o szerokości 3–5 m przebiegał od Telechan do Jasiołdy i miał 29,8 km. Lewobrzeżny przykanałek o szerokości 3–10 m miał początek na bagnach pomiędzy śluzami nr 6 i 7 i miał długość 27 km, biegł do Jasiołddy. Dodatkowym zadaniem przykanałków było osuszanie terenu.
Po obu stronach zostawiono pas ziemi o szerokości 25 m, który służył jako droga holownicza, i na którym zbudowano groble oraz pomocnicze kanały odwadniające i składowiska drewna do holowania.

## Kanał w kulturze
W 1937 roku we Lwowie nakładem Państwowych Wydawnictw Książek Szkolnych ukazała się książka Z Pińska do Augustowa kajakiem autorstwa Adama Schmucka. Autor przepłynął kajakiem „Wilk” trasę z Pińska do Augustowa. Opisał w swojej książce kanał Ogińskiego.